# Herb gminy Banie
Herb gminy Banie – jeden z symboli gminy Banie, ustanowiony 27 maja 2004, ze zmianą 15 czerwca 2016.

## Wygląd i symbolika
Herb przedstawia na tarczy w polu złotym po heraldycznie prawej stronie  postać świętej Marii Magdaleny w błękitnym płaszczu i czerwonej sukni, z nimbem zaznaczoną kolistym otokiem z czarnej kreski, trzymającą w rękach złote naczynie na oleje; po heraldycznie lewej stronie u góry tarcza herbowa o białym polu z przedstawieniem czerwonego gryfa pomorskiego, na dole srebrny (biały) krzyż maltański. Postać świętej Marii Magdaleny wiązała się prawdopodobnie do patrona miejscowego kościoła, gryf pomorski nawiązuje do zależności ośrodka od jego właścicieli, a krzyż maltański jest znakiem joannitów i nawiązuje do założycieli miasta.

## Historia

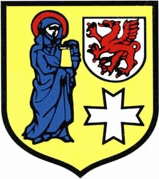
Dawna wersja herbu

Banie posiadało herb już w 1234 roku, jednak jego obraz nie jest znany. Ulegał on zmianie na przestrzeni dziejów.